# 分手
關係破裂、關係結束，或分手、失戀等，是指以死亡（喪偶）以外的任何方式終止關係。該行為當由關係中的成員單方面發起時，通常被稱為“拋棄”，俗語稱「被甩」。
該用語一般用于未结婚的情侣，而已婚伴侶通常稱為分居或離婚。當一對已訂婚的伴侶分手時，通常被稱為“婚約終止”等。
該現象相關議題當今受社會心理學家、社會學家和傳播學學者深入研究。

## 模型
已经有若干解释关系破裂过程的心理学模型，许多人认为“关系破裂分阶段”。

### 导致分手的阶段
L. Lee提出，最终导致分手有五个阶段：
1. 不满意 – 一方或双方对关系不满意
2. 暴露 – 双方都相互认识到关系中的问题
3. 协商 – 双方都试图通过协商解决问题
4. 解决与转型 – 双方都协商的解决方案去做
5. 结束 – 提出的解决方案无法纠正问题，未能采取更好的解决办法

### 分手的循环
Steve Duck和Felix Feng概述了关系破裂的7个阶段循环：
1. 自我怀疑
2. 对双方关系不满
3. 社会退缩
4. 对不满的原因探讨
5. 公开承认
6. 整理记忆
7. 重塑自己的社会价值观

### 预示着婚前分手的因素
Hill、Rubin和Peplau找到了5个婚前分手的因素,Felix Feng 另补充两条：
1. 关系中不平等的参与感
2. 年龄差异
3. 不同的教育诉求
4. 智力差异
5. 身体吸引力的差异
6. 观念差异
7. 认知偏差

## 情侣分手理论
1976年，社会学家黛安·沃恩提出的情侣分手理论（Uncoupling theory）提到了有意识分手的概念，指出在关系破裂的动态过程中有一个“转折点”，这个转折点可能只有在事后才能发觉。在转折点之后是一段过渡期，伴侣的其中一位会在潜意识里知道他们的关系即将终结，但仍会坚持一段时间，有时会达到几年。
沃恩认为分手过程中提出者和接受者是不对称的，前者已经开始悼念关系的失去，并且对没有另一方的生活，在一定程度上已经有了心理准备。后者必须开始追上这个过程，做出将身份从爱情中抽离的转变，需要不再对提出者的二人关系抱有幻想，并且为分手找到合理的理由。
因此沃恩认为“从关系中抽离出来需要对自我在几个层面上重新定义：在私人想法上、伴侣之间以及关系存在于的更大社会背景中”。她认为“当伴侣定义了他们自己，并且被其他人定义为分开的而且各自独立（作为伴侣不再是身份认同的主要来源）时，链结解除就算是完成了”。